# Élections législatives japonaises de 1942
Les élections législatives japonaises de 1942 (第21回衆議院議員総選挙, Dai-nijuichi Shūgiin Giinsōsenkyō) sont les vingt-et-unièmes organisées après l'avénement de l'empire du Japon et ont pour but d'élire les membres de la Chambre des représentants de la Diète du Japon. Elles ont lieu le 30 avril 1942 et sont les seules élections au Japon durant la Seconde Guerre mondiale. 
Au moment des élections, la chambre des représentants n'a plus de pouvoirs exécutifs et législatifs significatifs et l'armée est de plus en plus prédominante dans la politique depuis l'incident de Mukden et le début de l'invasion de la Mandchourie par l'armée japonaise sans rendre de compte au gouvernement (toujours civil). Depuis 1932 et l'élection de Saitō Makoto au poste de premier ministre, dont le cabinet s'est auto-proclamé premier « gouvernement d'unité nationale », quelques membres de la chambre des représentants avaient un rôle important dans le gouvernement.

## Contexte
En 1940, tous les partis politiques sont forcés de fusionner au sein de l'association de soutien à l'autorité impériale (Taisei Yokusankai), une organisation politique pro-militaire dirigée par l'ancien Premier ministre Nobuyuki Abe. Cependant, le parti fasciste Tōhōkai refuse cette obligation et s'oppose au Premier ministre Hideki Tōjō. Parmi tous les opposants à l'association, seul le Tōhōkai est autorisé à participer aux élections en tant que non-partisans. Parmi les politiciens pacifistes et neutres, ceux relativement modérés participent également, avec succès, en tant que non-partisans. Certains de ces « indépendants » qui échouent à obtenir un siège sont expulsés de la Diète. Ce sont ces « indépendants » et ces politiciens expulsés qui formeront la classe dominante après la guerre. En tant que groupes communistes, les partis d'extrême-gauche ou pacifistes sont interdits à partir de 1940 et ne peuvent présenter de candidats aux élections. Les communistes, les politiciens d'extrême-gauche et les pacifistes radicaux sont arrêtés et ne sont pas autorisés à participer aux élections. De plus, le politicien pacifiste Saitō Takao, expulsé de la Diète en 1941, est réélu.
Le gouvernement Tōjō considère ces élus indépendants comme des « non-Taisei Yokusankai » dans les résultats officiels.

## Résultats

L'association de soutien à l'autorité impériale (Taisei Yokusankai) gagne 381 sièges sur 466. Dans plusieurs districts, ses candidats gagnent sans contestation. De plus, tandis que l'armée gagne presque chaque bataille sur le terrain depuis l'élection, le soutien public à la guerre reste élevé ce qui est la raison principale de la victoire écrasante de l'association.
| Partis politiques                                                                        | Sièges |
| ---------------------------------------------------------------------------------------- | ------ |
| Association de soutien à l'autorité impériale (大政翼贊會/大政翼賛会, Taisei Yokusankai) | 381    |
| « Non-Taisei Yokusankai »                                                                | 85     |
| Total                                                                                    | 466    |

- (en) Cet article est partiellement ou en totalité issu de l’article de Wikipédia en anglais intitulé « Japanese general election, 1942 » (voir la liste des auteurs).